# Lepidophthalmus rafai
Lepidophthalmus rafai is een tienpotigensoort uit de familie van de Callianassidae. De wetenschappelijke naam van de soort is voor het eerst geldig gepubliceerd in 1998 door Felder & Manning.